# Óscar Salas Moya
Óscar Salas Moya (Oruro, 5 de agosto de 1936-La Paz, 23 de febrero de 2017) fue dirigente sindical boliviano, candidato a vicepresidente y secretario ejecutivo de la Central Obrera Boliviana

## Vida sindical
Trabajo en Catavi como minero. Fue líder del sindicato minero de Huanuni. En 1992 fue elegido secretario ejecutivo de la Central Obrera Boliviana, cargo que ocupó hasta 1996. Fue presidente del Consejo Consultivo Laboral Andino 1993-1995.

## Vida política
Fue miembro del Partido Comunista de Bolivia. Parlamentario en el Congreso de la República en 1979 y también entre 1982 a 1985. Postulo a la vicepresidencia de la República por el partido Frente del Pueblo Unido (FPU), en binomio con Antonio Araníbar Quiroga. Obtuvieron 38,124 votos, equivalente al 2,84% de total de votación. En 1991 salió del Partido Comunista de Bolivia y fundó el partido Alternativa Socialista Democrática (ASD). En 1997 fue parlamentario por Oruro como representante del partido político MIR

## Muerte
Fallece 23 de febrero de 2017 en la ciudad de La Paz a causa de fibrosis pulmonar.